# Gibbesia
Gibbesia is een geslacht van kreeftachtigen uit de klasse van de Malacostraca (hogere kreeftachtigen).

## Soorten
- Gibbesia neglecta (Gibbes, 1850)
- Gibbesia prasinolineata (Dana, 1852)